# مركز الأمم المتحدة لحقوق الإنسان للتدريب والتوثيق
افتتح مركز الأمم المتحدة لحقوق الإنسان للتدريب والتوثيق في 26-5-2009 في الدوحة في قطر بموجب قرار الجمعية العامة للأمم المتحدة رقم (أ-60-153) للعام 2005.
وقد حضر الافتتاح كل من وزير دولة قطر للشؤون الخارجية أحمد بن عبد الله آل محمود والمفوضة السامية لحقوق الإنسان في الأمم المتحدة نافانيثم بيلاي